# Giornata mondiale della Vyšyvanka

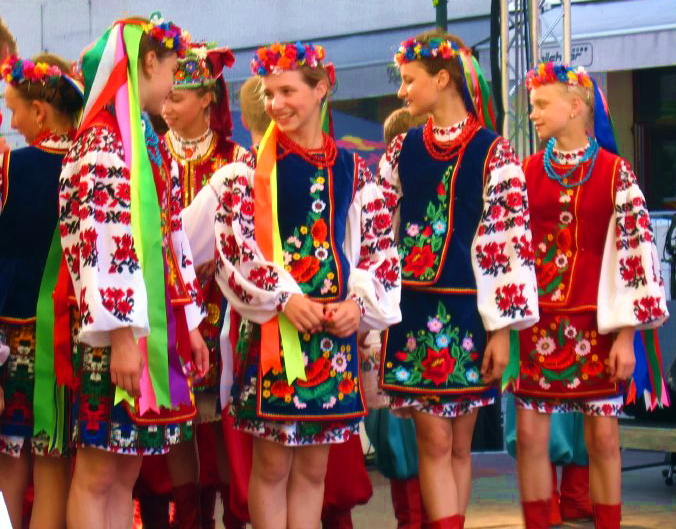
Ragazze ucraine in camicie ricamate e abiti tradizionali ucraini

La giornata mondiale della Vyšyvanka è una festa che si celebra il terzo giovedì del mese di maggio in Ucraina. La festa non è collegata a nessun giorno festivo. In questo giorno, tutti possono unirsi alla festa indossando una camicia ricamata, la tradizionale Vyšyvanka, per andare al lavoro, all'università, a scuola o all'asilo.

## Gli inizi

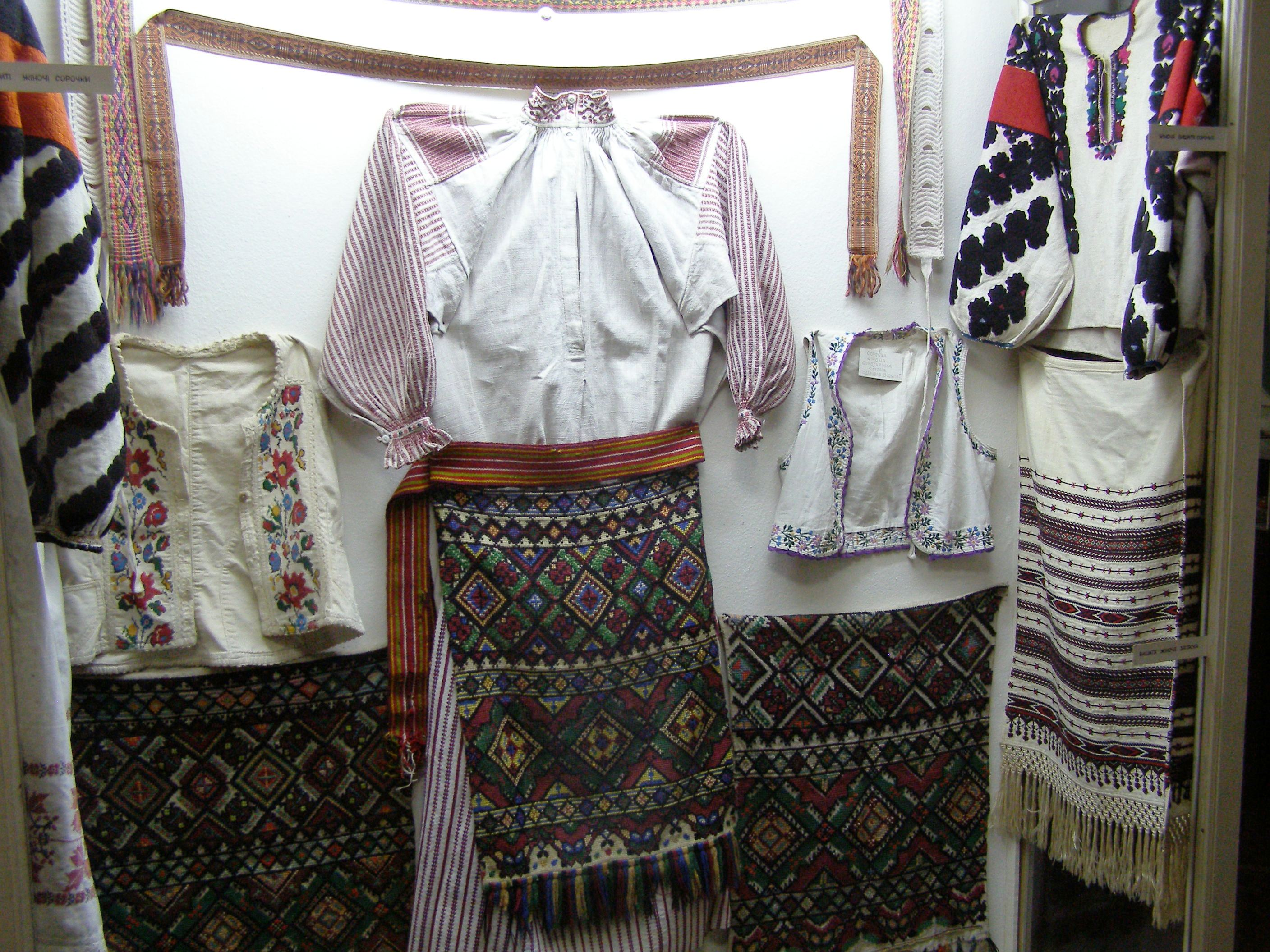
Costumi folkloristici nel museo di Berezhany nella regione di Ternopil

L'iniziativa della "giornata mondiale della Vyšyvanka" è stata proposta nel 2006 da Lesya Voronyuk, una studentessa della Facoltà di storia, scienze politiche e relazioni internazionali dell'Università nazionale Yuriy Fedkovych di Černivci. 
Inizialmente solo alcuni studenti delle diverse facoltà indossavano le camicie ricamate, ma negli anni successivi questa iniziativa ha iniziato a crescere e coinvolgere più persone in tutta l'Ucraina ed in tutto il mondo.